# Hřích abbého Moureta
Hřích abbého Moureta (francouzsky La Faute de l'abbé Mouret) je jeden z prvních románů Zolovy dvacetisvazkové studie Rougon-Macquartové. Román vyšel na jaře roku 1875 bez mimořádného zájmu tehdejších francouzských čtenářů. Rozpačitě jej přijali i v literárních kruzích. Spisovatelé jako Duranty nebo Champfleury, kteří u předchozího Zolova díla oceňovali především realistické prvky, byli zaskočeni poetičností románu, který spíše připomínal lyrickou báseň psanou v próze než naturalistický román. Tím si však autor získal obdivovatele mezi významnými francouzskými básníky, jako byli Stéphane Mallarmé, Catulle Mendés nebo Théodore de Banville.